# Buchwałowo (Orłowicze)
Buchwałowo (dawn. alt. Bufałowo) – część wsi Orłowicze w Polsce, położona w województwie podlaskim, w powiecie sokólskim, w gminie Sokółka.
Rozpościera się w południowo-zachodniej części wsi. Graniczy z Buchwałowem, należącym od 1 stycznia 1972 do miasta Sokółki. Do końca 1971 roku była to zachodnia część wsi Buchwałowo.
Wierni kościoła rzymskokatolickiego należą do parafii Narodzenia Najświętszej Maryi Panny w Kundzinie.
Przebiega tu szerkotorowa linia kolejowa nr 923, umożliwiająca przewóz paliwa pociągami szerokotorowymi w stronę Kuźnicy oraz Grodna z terminala paliw PKN Orlen, znajdującego się na terenie Buchwałowa.

## Historia
W 1920 roku koło Buchwałowa, przy kolei warszawsko-petersburskiej, doszło do starcia Wojska Polskiego  (pod dowództwem kapitana Władysława Kohutnickiego), wyposażonego w czołgi, z armią bolszewicką.
W latach 1975–1998 wieś administracyjnie należała do województwa białostockiego.